# Balilla (sommergibile 1915)
Il Balilla è stato un sommergibile della Regia Marina.

## Caratteristiche
Appartenente alla tipologia «Laurenti», fu ordinato al cantiere FIAT San Giorgio del Muggiano dalla Kaiserliche Marine, che voleva sperimentare un sommergibile di grande crociera (gli U-Boote dell'epoca, infatti, potevano operare solo a corto o medio-corto raggio).
Nel giugno 1915, dopo l'ingresso dell'Italia nella prima guerra mondiale, il sommergibile, che si trovava in costruzione, fu requisito ed incorporato nella Regia Marina con il nome di Balilla; curiosamente, tale unità non fu classificata come «sommergibile», ma come «torpediniera sommergibile».
Se le sue grosse dimensioni erano adatte all'impiego oceanico, di converso erano svantaggiose in bacini ristretti, e quindi il Balilla non risultò tra le tipologie più adatte per la guerra in Adriatico che si ritrovò poi a dover combattere.

## Storia
La data dell'entrata in servizio del sommergibile coincide – fatto piuttosto singolare – con quella del varo: 8 agosto 1915.
Comunque si trattò di un'entrata in servizio solo formale: le prove ed i collaudi si protrassero infatti sino al febbraio 1916.
In quel mese il Balilla, divenuto operativo, prese base a Brindisi, in seno alla IV Squadriglia Sommergibili. Comandante dell'unità era il capitano di corvetta Paolo Tolosetto Farinati degli Uberti.
Operò sia in funzione offensiva, nei pressi delle basi navali avversarie, sia a scopo difensivo, contro eventuali attacchi di navi austroungariche contro le coste italiane.
Ebbe comunque una breve vita operativa ed una tragica fine. Il 13 luglio 1916 il sommergibile lasciò la base per la sua seconda missione, da svolgersi al largo di Lissa, con rientro previsto per il 17 luglio: ma non fece più ritorno. 
Frammentarie notizie sulla sua sorte si ebbero il 20 luglio, quando, dall'intercettazione di due comunicazioni radio austroungariche, si venne a sapere che il 15 luglio unità di quella Marina avevano affondato un sommergibile italiano nel Medio Adriatico, senza sopravvissuti. Si pensò tuttavia anche all'eventualità dell'urto contro una mina. A fine agosto si ebbe conferma della notizia dell'affondamento da parte di unità navali dai sopravvissuti di un sommergibile nemico affondato, l’U. 16: questi raccontarono che un sommergibile italiano era stato affondato nei pressi di Capo Planka (Dalmazia) dopo uno scontro con due torpediniere.
Maggiori notizie si ebbero dagli archivi della Marina austro-ungarica. Il 14 luglio, di mattina, il Balilla era stato avvistato da militari austroungarici di servizio alla stazione segnali dell'isola di Lissa, una decina di miglia a settentrione della quale si trovava il sommergibile; erano state fatte partire, alla sua ricerca, le torpediniere T 65 e T 66. 
Il Balilla era stato individuato mentre era in superficie per ricaricare le batterie, ma si era immerso e, alle 22.45, aveva lanciato due siluri contro la T 65; quest'ultima aveva contromanovrato evitando le due armi, ma, con tale manovra, aveva provocato lo scoppio di una mina che stava rimorchiando: la detonazione aveva investito la fiancata sinistra della nave, causando seri danni. Il Balilla, non accortosi della presenza della T 66, era quindi emerso ed aveva lanciato un terzo siluro contro la T 65, che però lo aveva schivato ed aveva aperto il fuoco contro l'unità italiana, che era stata colpita con la messa fuori uso del timone. 
Poco dopo il sommergibile era stato cannoneggiato anche dalla T 66, che fino a quel momento era stata nascosta dal buio; dopo un violento scontro in superficie, protrattosi fino alle 23.20 – lasso di tempo in cui il Balilla aveva cercato per due volte di immergersi, ma era stato impedito in tale manovra dai danni riportati – il sommergibile si era ritrovato immobilizzato. Infine la T 66 aveva lanciato due siluri contro il Balilla: colpito all'altezza della torretta, il sommergibile si era spezzato in due ed era colato a picco con tutto l'equipaggio.
Con il Balilla perirono il Comandante Paolo Tolosetto Farinati degli Uberti (decorato con Medaglia d'Oro), il Comandante in seconda Carlo Faldi (decorato con Medaglia d'Argento), l'Ufficiale di Rotta Emilio Borsi (decorato con Medaglia di Bronzo) e il Direttore di Macchina Nidio Lolli (decorato con Medaglia d'Argento), 15 sottufficiali, 20 fra sottocapi e marinai ed un operaio del cantiere di costruzione (tutti decorati con medaglia di Bronzo).